# Jadwiga Kozłowska-Doda
Jadwiga Kozłowska-Doda (ur. w Wojkuńcach na Białorusi) – polska językoznawczyni, dr hab. nauk humanistycznych, adiunkt Instytutu Neofilologii Wydziału Humanistycznego Uniwersytetu Marii Curie-Skłodowskiej.

## Życiorys
W 1995 uzyskała tytuł magistra za pracę pt. Narodziny i śmierć w obrzędach, wierzeniach i zwyczajach Polaków z rej. woronowskiego na Białorusi na Uniwersytecie Marii Curie-Skłodowskiej, 1 kwietnia 2004 obroniła pracę doktorską Język polski kilku wsi rejonu woronowskiego. Fleksja imienna i werbalna, 20 grudnia 2017 habilitowała się na podstawie pracy zatytułowanej Pojęcie DOM we współczesnym języku białoruskim.
Piastuje funkcję adiunkta w Instytucie Neofilologii na Wydziale Humanistycznym Uniwersytetu Marii Curie-Skłodowskiej.

## Nagrody i wyróżnienia
- 2015: Medal Komisji Edukacji Narodowej[1]
- Nominacja artykułu Родавыя формы сучаснай беларускай мовы на матэрыялах газеты «Звязда».Уступныя разважанні, [у:] Беларуска-польскія моўныя, літаратурныя, гістарычныя і культурныя сувязі, Беларусіка = Albaruthenica, кн. 36, пад рэд. І. Э. Багдановіч, Мінск: «Кнігазбор», 2015, c. 46-69.  do nagrody VI Międzynarodowego Kongresu Badaczy Białorusi za lepszy artykuł naukowy w dziedzinie nauk humanistycznych za rok 2015[1]

Publikacje:
2015: Паняцце ДОМ у сучаснай беларускай мове. Lublin: Wydawnictwo UMCS, 241 s.
2021: Tożsamość, losy i język najstarszych mieszkańców okolic Dociszek na Białorusi (na podstawie badań terenowych z przełomu XX i XXI w. Lublin: Wydawnictwo Werset, 536 s.